# 37signals
37signalsとはアメリカ合衆国イリノイ州シカゴに本社を置く非上場企業でウェブアプリケーションを手がけている。一時はBasecampという名前で知られていた。
1999年にジェイソン・フリード、カルロス・セグラ、アーネスト・キムがウェブデザイン企業として設立。2000年にセグラが、2003年にキムが退社し、創業時から留まっているのはフリードのみとなっている。

## 概要
2004年中期よりウェブデザインからウェブアプリケーション開発に力を入れるようになり、初の商用アプリケーションはBasecampでその後Backpack、Campfire、Highriseをリリース、またTa-Da ListやWriteboardといったフリーウェアのウェブアプリケーションも2本リリースしているが、両方とも現在新規に利用できなくなっており、同機能は有料製品に組み込まれている。オープンソースのアプリケーションフレームワークであるRuby on Railsは2004年に一般公開される前は37signalsが使用するために開発されたものだった。
社名は電波望遠鏡が受信した37個の信号に由来しており、天文学者のポール・ホロヴィッツがこれらの信号は地球外知性からの潜在的なメッセージとしている。2006年、共同設立者のジェイソン・フリードはマサチューセッツ工科大学のテクノロジー・レビューが選出しているTR35という35歳以下の世界中の革新者における最高な35人の1人に選出された。

## 歴史
当初力を入れていたのはウェブデザインでPanera BreadやShopping.comを手がけていた。
初めて手がけた製品はプロジェクト管理アプリケーションであるBasecampで2003年より販売を開始した。
2005年、コンサルティング事業から撤退し、ウェブアプリケーション事業に専念することになった。Ruby on RailsというWebアプリケーションフレームワークはBasecampから抽出されオープンソースとして公開された。
2006年7月20日、37 singnalsはジェフ・ベゾスが個人所有する投資会社Bezos Expeditionsを通じて少数株主から株を取得したと発表した。
2014年2月4日、37signalsからBasecampに名前を変更したが、2022年5月に再度社名を37signalsに戻している。

## Signal vs. Noise
1999年よりSignal vs. Noiseというブログを運営している。2005年2月以降のコンテンツはアーカイブされていて、カスタムビルドのブログツールがブログに使われている。かつてはMovable Typeを使用していた。このブログでオンライン広告による収益を生み出している。

## Ruby on Rails
Ruby on RailsとはRubyで書かれたWebアプリケーション用のフレームワークで37signals社員のプログラマーの1人であるデイヴィッド・ハイネマイヤー・ハンソンが開発した。当初は37signalsの初めての製品であるBasecampで使用されていたが、2004年に抽出されオープンソースとして公開した。しばしばRailsやRoRと略されている。
またRuby on Rails公式サイトでは「sponsored by 37signals」と明記されている。現在Ruby on Railsの開発はRails Core Teamが手がけているがハンソンも参加している。

## 書籍
- Defensive Design for the Web: How to improve error messages, help, forms, and other crisis points, New Riders Press（英語版）, 2004 ISBN 0-7357-1410-X
  - 37signals 著、吉川典秀 訳『ディフェンシブ・ウェブデザインの技術』マイナビ、2005年4月。ISBN 978-4839916060。
- Getting Real - 2006年に電子書籍として自主出版
- REWORK, 2010, ISBN 978-0-307-46374-6
  - ジェイソン・フリード、デイヴィッド・ハイネマイヤー・ハンソン 著、黒沢健二、松永肇一、美谷広海、祐佳ヤング 訳『小さなチーム、大きな仕事〔完全版〕: 37シグナルズ成功の法則』早川書房、2012年1月11日。ISBN 978-4-15-209267-0。

## 製品
2010年10月現在、37signalsは4つの有料Webアプリケーションと2つの無料Webアプリケーションを製作している。

### Backpack
Backpackとは中小企業向けWeb型のPIMとイントラネットである。ユーザー作成ページ（テキスト、画像、ファイルを掲載できる）とiCalendar形式カレンダーの2つの主機能がある。
ユーザー作成ページの機能にはto-doリスト、インラインの画像ギャラリー、ノート、ファイル添付、ページ共有があり、カレンダー機能はiCalendar対応、電子メールとショートメッセージサービスのリマインダー、カレンダーの色分け、iCalendarの共有がある。しかし、Backpackは新規ユーザ登録を終了している。

### Basecamp
Basecampとは37signalsの初めての製品で2004年にスタートしたウェブ型プロジェクト管理ツールである。Ruby on Railsフレームワークはここから生み出されたものである。
主な機能としてto-doリスト、マイルストーン管理、掲示板形式メッセージ、ファイル共有、タイムトラッキングがある。
Basecamp対応のAPIがあり、他のWeb、デスクトップアプリケーションと連携することができる、例としてデスクトップウィジェットの作成の際にこのAPIが使用される。

### Campfire
Campfireとはビジネスユースのチャットサービスで2006年2月16日にスタートした。リアルタイムなやり取りのためにAjax技術を使用していて、128ビットSSLによる暗号化に対応している。
アプリケーションを使う時、招待されるかチャットルームの新規作成が必要になる。チャットルームが具体的に「オフレコ」と設定されていない限り、ブラウズできるチャットの文章やアップロードしたファイルが将来の参照のために保存される。GIF、PNG、JPEGでアップロードされた画像はチャットルームでサムネイル表示ができる。

### Highrise
Highrise（当初はSunriseだったが商標問題で変更された）とは基本的な顧客関係管理タスクに対応した共有連絡先管理Webアプリケーションである。2007年3月20日にスタートした。
画像、ノート、連絡先詳細といった情報を校合した「person and company pages（→個人と企業のページ）」が中心となっており「Cases」という関連ノート、画像、人物のページやカテゴリで保存することができる。ドロップボックスに対応しておりアカウントにインポートするメッセージを電子メールで送信することができる。また、vCard、Microsoft Outlook、ACT!、Basecampアカウントからのデータをインポートすることが可能である。

### Ta-Da List
Ta-Da Listとはフリーウェアのto-doリストアプリケーションで2005年1月にスタートした。使用にはアカウント作成が必要でそれによりto-doリストを作成編集ができるようになり、RSSフィードを通してリストの修正を把握することができる。リストは独自のURIで一般公開するか、パスワード保護で非公開設定にして共有することができる。アプリケーションの機能性はBasecampやBackpack向けに作成されたリストをベースにしている。Ta-Da Listも新規ユーザ登録を終了している。

### Writeboard
Writeboardとは無料かつ協働で非リアルタイムのテキストエディタであり、パスワード保護されたWeb型のテキストドキュメントを作成することができる。Ta-Da Listを使ってRSSフィードを通して変更を把握できる。
Diffに対応しており、単一のドキュメントの違ったバージョンを比較することができTextileというWYSIWYMのマークアップ言語を使った基本的なテキスト形式に対応している。BasecampやBackpackのアカウントに対応しているが、新規ユーザ登録は終了している。

## サービス

### Job Board
37signalsは37signals Job Boardとして知られる求人サイトを運営している。2006年10月に単発の仕事を扱った37signals Gig Boardという求人サイトを開設したが求人が少なかったために2009年2月に閉鎖した。The Deckという従業員47人（2010年10月現在）のオンライン広告ネットワークの創設メンバーが手がけており、自社製品の広告も掲示している。

### Sortfolio
2009年10月21日、Haystack（後のSortfolio）というウェブデザイナーむけのビジュアルディレクトリを開設した。クライアントが1つのページ（印刷や共有ができる）で好きな会社にいいね!をしたりレビューすることができる。基本的なリストアップは無料だが、月額99ドルのプロバージョンもある。2011年5月4日、有料会員が195人いて月の収益が17,000ドルから20,000ドルの間であることを踏まえた上でSortfolioを売却する意向であることを発表した。